# 1995 في إندونيسيا
فيما يلي قوائم الأحداث التي وقعت خلال عام 1995 في إندونيسيا.

## رياضة
- 1 يناير – بطولة آسيا لألعاب القوى 1995

## مواليد

### يناير
- 16 يناير – هانساميو ياما براناتا لاعب كرة قدم إندونيسي.[1]

### فبراير
- 6 فبراير – يابس روني ملايفاني لاعب كرة قدم إندونيسي.
- 10 فبراير – هيندرا ساندي لاعب كرة قدم إندونيسي.

### مارس
- 13 مارس – إيفان ديماس لاعب كرة قدم إندونيسي.

### أبريل
- 2 أبريل – يوكي كاتو ممثلة وعارضة إندونيسية.

### يونيو
- 7 يونيو – أحمد نيوفانداني لاعب كرة قدم إندونيسي.

### يوليو
- 1 يوليو – ريوجي أوتومو لاعب كرة قدم إندونيسي.
- 17 يوليو – زيولفايندي لاعب كرة قدم إندونيسي.

### سبتمبر
- 6 سبتمبر – ريكي فاجرين سابوترا لاعب كرة قدم إندونيسي.

### نوفمبر
- 18 نوفمبر – إحسان مولانا مصطفى لاعب كرة ريشة إندونيسي.
- 18 نوفمبر – فانيا لاريسا مغنية إندونيسية.

## وفيات

### مايو
- 28 مايو – كورنيليس ويبر (مواليد 1899) مسايف هولندي.